# Jana Farchadovna Batyršina
Jana Farchadovna Batyršina (in russo Яна Фархадовна Батыршина?; Tashkent, 7 ottobre 1979) è una ginnasta russa.
Ha vinto la medaglia d'argento ai Giochi Olimpici di Atlanta nel 1996 nel concorso generale di ginnastica ritmica.
È stata allenata da Irina Viner.